# Neri Pozza
Neri Pozza (Vicenza, 5 de agosto de 1912 – Vicenza, 6 de noviembre de 1988) fue un escritor y editor italiano. 

## Biografía
Pozza nació y vivió en Vicenza, ciudad a la que amó intensamente. Asistió al liceo clásico Pigafetta, pero no completó sus estudios; su padre era escultor y él se acercó a la escultura, que sin embargo pronto abandonó por la poesía. Llegada la Segunda Guerra Mundial colaboró con la Resistencia de Vicenza; de esta experiencia extrajo su libro La prisión.
En 1941 fundó la editorial Il Pellicano en busca de una renovación cultural, intención que quedó clara en el logotipo, que mostraba un pelícano alimentando a sus hijos moribundos con su propia sangre. Tras la guerra se comprometió con el que sería el proyecto de su vida:  Neri Pozza Editore, cuyo primer título salió en 1946. Se trataba de Paludes, de André Gide. En 1950 publicó la antología En ese preciso momento de Dino Buzzati. En 1951 editó la primera novela de Goffredo Parise -también nacido en Vicenza- El niño muerto y los cometas. La senda de crecimiento de la editorial continuó con colaboraciones con Vincenzo Cardarelli, Eugenio Montale, Carlo Emilio Gadda y Mario Luzi.
En 1951 se inauguró su Monumento a San Francisco en la plaza Lendinara dedicada al santo. Años más tarde, en 1963, Pozza actuó en la película El terrorista, de Gianfranco De Bosio, donde interpretó el papel de un abogado antifascista miembro del CLN de Venecia.
El 2 de febrero de 1963, Neri Pozza se casó con Lea Quaretti en una ceremonia religiosa en Venecia, en casa de su amigo monseñor Sandro Gottardi. El matrimonio civil se celebraría el 1 de noviembre de 1980 en el municipio de Asolo.
También fue concejal municipal por el Partido Republicano.
Amigo de numerosos artistas e intelectuales - entre ellos el arquitecto Carlo Scarpa, el fotógrafo Gianpaolo Vajenti y el pintor Otello De Maria - a su muerte donó a la ciudad de Vicenza su colección de pinturas de arte contemporáneo, alojada en la Pinacoteca cívica de Vicenza en el Palazzo. Chiericati .
En 1982, Neri Pozza, un año después de la muerte de su esposa Lea Quaretti, escribió algunas páginas que, a partir de los últimos momentos de la vida de su esposa, cuentan la historia de su larga colaboración amorosa, intelectual y artística. La colección titulada "Fragmentos de un discurso interrumpido", editada por Angelo Colla y publicada por Neri Pozza Editore, fue publicada en 2018.
Neri Pozza descansa en el cementerio de Longara, aldea del municipio de Vicenza, junto con su esposa Lea. La capilla funeraria fue diseñada por el arquitecto estrella y maestro de la escuela tesina Mario Botta.
En 2018, se instaló en el Palacio Chiericati de Vicenza la exposición permanente del Legado Pozza-Quaretti, basada en el testamento holográfico de Neri Pozza, compuesto el 9 de julio de 1984. Las obras que forman parte de la donación fueron recopiladas por Neri Pozza y su esposa Lea Quaretti desde finales de los años 50: una colección de pareja, que refleja los gustos y diferentes sensibilidades de ambos, y que incluye pinturas, esculturas y grabados de grandes autores. del siglo XX. Entre ellos figuran Ardengo Soffici, Pio Semeghini, Carlo Carrà, Gino Severini, Felice Casorati, Filippo de Pisis, Virgilio Guidi, Osvaldo Licini, Ottone Rosai, Emilio Vedova y Tancredi.

## Obras
- Maschere in grigio, 1945
- Processo per eresia, 1970
- Comedia familiare, 1975
- Tiziano, 1976
- Le storie veneziane, 1977
- Una città per la vita, 1979
- L'ultimo della classe, 1986,
- Vita di Antonio, il santo di Padova
- Le luci della peste (Nuove storie veneziane), 1982
- Frammenti di un discorso interrotto, 2018

## Distinciones
Su obra narrativa obtuvo algunos premios literarios, entre ellos el Premio Selezione Campiello, ganado en dos ocasiones, en 1970 y 1986; además, obtuvo el Premio Settembrini en 1985 con la obra '' Personaggi e interpretati" .
En 2008, Vicenza quiso recordarlo con una exposición dedicada a él. En 2012 la ciudad le dedicó un busto de bronce situado en el puente de San Paolo.

## Entradas relacionadas
- Neri Pozza Editore